# 伊奘諾景氣

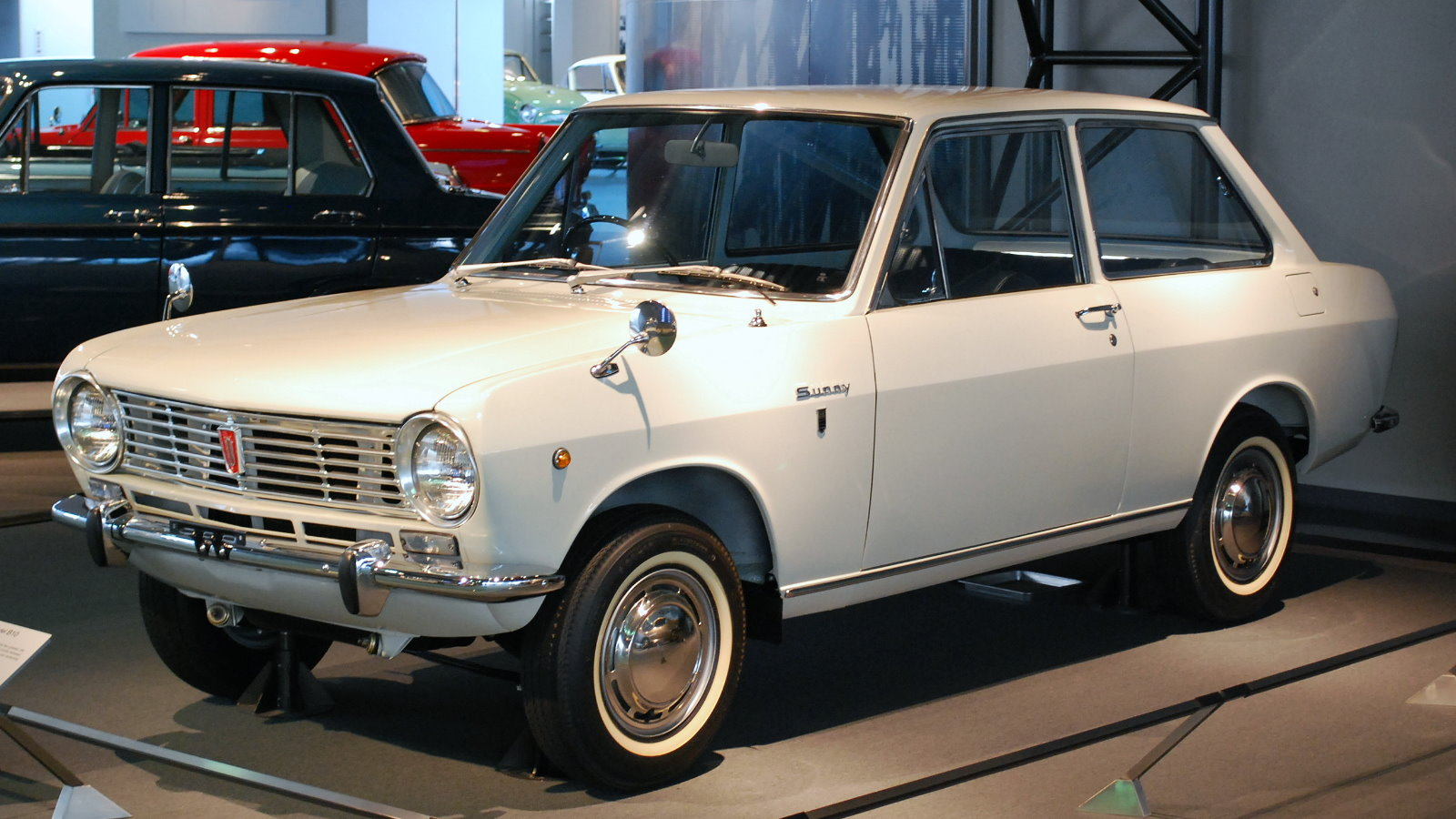
日產B10系的低價大眾車於當時快速進入家庭，成為中產階級象徵

伊奘諾景氣指日本經濟史上自1965年11月到1970年7月期間，連續五年的經濟增長時期。1964年日本舉辦東京奧運後，曾一度陷入經濟不景氣，政府於是決定發行戰後第一次建設國債。1966年後，經濟景氣持續暢旺。
期間有不少大企業合併，而私家車和彩色電視亦快速普及。日本國民收入水準快速提高，當時有所謂的“新三神器”（即汽車、空调、彩色電視機）。另一方面，由1968年開始，當時国内生产总值若以美元匯率換算，日本超越西德成為世界第二大經濟體；直至2010年被中國超越。
「伊奘諾景氣」之名原自日本神話中的男神伊奘諾尊。

## 關聯條目
- 景氣循環
- 神武景气
- 岩户景气
- 奧林匹克景氣
- 伊弉諾神宮